# Kongói kígyászhéja
A kongói kígyászhéja (Circaetus spectabilis) a vágómadár-alakúak (Accipitriformes) rendjébe, ezen belül a vágómadárfélék (Accipitridae) családjába tartozó  faj.

## Rendszerezése
A fajt Hermann Schlegel német ornitológus írta le 1863-ban, az Astur nembe Astur spectabilis néven. Besorolása vitatott, egyes szervezetek a Dryotriorchis nembe sorolják egyetlen fajként Dryotriorchis spectabilis néven.

## Alfajai
- Dryotriorchis spectabilis batesi Sharpe, 1904
- Dryotriorchis spectabilis spectabilis (Schlegel, 1863)

## Előfordulása
Angola, Kamerun, a Közép-afrikai Köztársaság, a Kongói Demokratikus Köztársaság, a Kongói Köztársaság, Elefántcsontpart, Egyenlítői-Guinea, Gabon, Ghána, Guinea, Libéria, Nigéria és Sierra Leone területén honos. Természetes élőhelyei a szubtrópusi és trópusi síkvidéki esőerdők. Állandó, nem vonuló faj.

## Megjelenése
Testhossza 60 centiméter, szárnyfesztávolsága 94-106 centiméter, testtömege átlagosan 1125 gramm.

## Életmódja
Kígyókkal, gyíkokkal és kaméleonokkal táplálkozik.

## Természetvédelmi helyzete
Az elterjedési területe rendkívül nagy, egyedszáma ugyan csökken, de még nem éri el a kritikus szintet. A folyami erdők kiirtása veszélyezteti. A Természetvédelmi Világszövetség Vörös listáján nem fenyegetett fajként szerepel.